# Iloczyn Cornell
Iloczyn Cornell – iloczyn czasu trwania zespołu QRS (w ms) i sumy amplitudy załamków R w odprowadzeniu aVL i załamka S w V3. Jest elektrokardiograficznym wykładnikiem przerostu lewej komory serca. W normie wynosi poniżej 2440 mm×ms.
Czułość badania u pacjentów z nadciśnieniem tętniczym określono na 8–32%, a swoistość na 83–100%.